# IVe législature de la Députation générale de La Rioja
La IVe législature de la Députation générale de La Rioja est un cycle parlementaire de la Députation générale de La Rioja, d'une durée de quatre ans, ouvert le 23 juin 1995 à la suite des élections du 28 mai précédent, et clos le 20 avril 1999.

## Bureau
| Poste                  | Titulaire              | Parti | Parti |
| ---------------------- | ---------------------- | ----- | ----- |
| Présidente             | Carmen Las Heras       |       | PP    |
| Premier vice-président | Alberto Olarte         |       | PP    |
| Second vice-président  | Mario Fraile           |       | PSOE  |
| Premier secrétaire     | Luis Martínez-Portillo |       | PP    |
| Second secrétaire      | Julián Medrano         |       | PSOE  |

## Groupes parlementaires
| Nom | Nom                    | Début | Fin | Porte-parole                                 |
| --- | ---------------------- | ----- | --- | -------------------------------------------- |
|     | Groupe populaire       | 17    | 17  | Conrado Escobar                              |
|     | Groupe socialiste      | 12    | 12  | José Ignacio Pérez                           |
|     | Groupe Izquierda Unida | 2     | 2   | Jesús Rodríguez Vicente Pascual (08/11/1996) |
|     | Groupe Partido Riojano | 2     | 2   | Leopoldo Virosta                             |

## Commissions parlementaires
| Commission                                                                                        | Président              | Parti | Parti |
| ------------------------------------------------------------------------------------------------- | ---------------------- | ----- | ----- |
| Commissions permanentes législatives                                                              |                        |       |       |
| Commission des Finances et de la Promotion économique                                             | Alberto Olarte         | PP    |       |
| Commission de l'Agriculture, de l'Élevage et du Développement rural                               | Damián Sáez            | PP    |       |
| Commission de la Santé, de la Consommation et du Bien-être social                                 | Luis Torres            | PP    |       |
| Commission des Travaux publics, des Transports, de l'Urbanisme et du Logement                     | Amando González        | PP    |       |
| Commission de l'Éducation, de la Culture, de la Jeunesse et des Sports                            | Raimundo Bustillo      | PP    |       |
| Commission du Budget                                                                              | Julián Medrano         | PSOE  |       |
| Commissions permanentes non-législatives                                                          |                        |       |       |
| Commission du Règlement et du Statut du député                                                    | Carmen Las Heras       | PP    |       |
| Commission institutionnelle, du Développement du statut et du régime de l'administration publique | José Ignacio Ceniceros | PP    |       |
| Commission des Pétitions et de la Défense du citoyen                                              | Alberto Olarte         | PP    |       |

## Gouvernement et opposition
| Candidat        | Date                                    | Vote       |    |      |    |    | Résultat |
| Candidat        | Date                                    | Vote       | PP | PSOE | IU | PR | Résultat |
| Pedro Sanz (PP) | 30 juin 1995 (majorité absolue requise) | Oui        | 17 |      |    |    | 17 / 33  |
| Pedro Sanz (PP) | 30 juin 1995 (majorité absolue requise) | Non        |    | 12   | 2  |    | 14 / 33  |
| Pedro Sanz (PP) | 30 juin 1995 (majorité absolue requise) | Abstention |    |      |    | 2  | 2 / 33   |

## Désignations

### Sénateurs
| Parti | Parti | Sénateurs désignés     | Voix |
| ----- | ----- | ---------------------- | ---- |
| PP    |       | José Ignacio Ceniceros | 17   |

- Désignation : 14 juillet 1995.